# NGC 273
NGC 273 je galaksija u zviježđu Kit.

## Vanjske poveznice
- SEDS: NGC 273